# Stilifer linckiae
Stilifer linckiae ist der Name einer Schnecken-Art aus der Familie der Eulimidae (Gattung Stilifer), die als Endoparasit in der Haut des Kometensterns lebt.

## Merkmale
Stilifer linckiae trägt ein eiförmiges, dünnwandiges, zerbrechliches, kalkig weißes Schneckenhaus mit konvexen Umgängen, das bei ausgewachsenen Schnecken eine Länge von rund 6 mm und einen Durchmesser von 3 mm erreicht. Das Gewinde besteht neben dem Apex mit dem zugespitzten Protoconch aus 5 konvexen, einander anliegenden Umgängen. Das Gehäuse ist glatt und lediglich mit mikroskopisch feinen Zuwachsstreifen skulpturiert. Die Gehäusemündung ist annähernd kreisförmig.
Die Schnecke besitzt einen ausgedehnten Scheinmantel (Pseudopallium), der einen Großteil des Schneckenhauses einhüllt. Lediglich an der obersten Stelle befindet sich in der Hülle eine Öffnung nach außen, wo sich auch der Apex des Schneckenhauses befindet sowie eine kleine Öffnung an der Basis, durch welche die Proboscis in das Wirtsgewebe versenkt wird. Die Schnecke hat zudem einen echten Mantel, eine Kieme, einen rudimentären Fuß ohne Operculum und deutlich erkennbare schwarze Augen.

## Verbreitung und Lebensweise
Stilifer linckiae ist im gesamten Indopazifik verbreitet, wo auch ihr Wirtstier, der Kometenstern (Linckia multifora) lebt. Zuerst wurde sie an einem Seestern an der Küste Sri Lankas vor Trinkomali beschrieben. Die Schnecke dringt mit ihrem ganzen Körper in die Kalkschicht der Haut des Seesterns ein, wo sie die Bildung einer kugelförmigen Galle aus Seesterngewebe auslöst, die sich nach innen in die Leibeshöhle des Wirtes einbeult. Der Scheinmantel der Schnecke kleidet die Innenseite der Galle aus und lässt nur nach oben eine Öffnung nach außen, aus der mitunter der Apex des Schneckenhauses etwas herausragt. Mit ihrer Proboscis, welche die Schnecke ins Gewebe des Seesterns bohrt, saugt sie dessen Körpersäfte ein.
Die Gallen mit den Schmarotzerschnecken befinden sich meist im äußeren Teil an der Unterseite der Arme des Seesterns. Von der Leibeshöhle des Wirtes sind sie durch von diesem gebildetes Bindegewebe abgetrennt. In einer Galle können sich bis zu fünf Schnecken befinden, von denen jede eine eigene Öffnung nach außen hat und eine für gewöhnlich deutlich größer als die anderen ist.
Von Stilifer linckiae befallene Kometensterne neigen weniger zur Autotomie als gesunde und können sich somit nur schwer des Parasiten entledigen.

## Entwicklungszyklus
Stilifer linckiae ist zuerst Männchen und dann Weibchen, was dazu führt, dass kleine Individuen Männchen und große Weibchen sind. Das Männchen besitzt einen langen Penis, um ein benachbartes Weibchen zu begatten. Die befruchteten Eier entwickeln sich in etwa 4 bis 8 Tagen zu Veliger-Larven, die sich nach einer Planktonphase an einem anderen Seestern niederlassen und zu kleinen Schmarotzerschnecken metamorphosieren.